# Euphyia crispa
Euphyia crispa là một loài bướm đêm trong họ Geometridae.